# 防城区
防城区（ぼうじょう-く）は中華人民共和国広西チワン族自治区防城港市に位置する市轄区。

## 行政区画
- 街道:水営街道、珠河街道、文昌街道
- 鎮:大菉鎮、華石鎮、那梭鎮、那良鎮、峒中鎮、江山鎮、茅嶺鎮、扶隆鎮
- 郷:灘営郷
- 民族郷:十万山瑶族郷

## 出身者
- 陳済棠 - 中華民国の軍人。広東軍の指導者の一人で、西南派として蔣介石と一時対立。